# Johann André
Johann André (Offenbach am Main, 28 de març de 1741 – 18 de juny de 1799) fou un músic, compositor i editor musical alemany.
En 1774, coo patriarca d'una família hugonota, André fundà una de les primeres editorials de música independents d'una llibreria, en Offenbach am Main. Entre sus amics més propers en Offenbach estigueren Goethe, en l'època del seu compromis con Anna Elisabeth Schönemann, i està retratat en el llibre 17 de l'autobiografía de Goethe Dichtung und Wahrheit amb un fons d'Offenbach am Main, (1775).
En 1777, André fou nomenat director musical en el Teatre Alemany a Berlín, sense haver abandonat Offenbach am Main. Va compondre al voltant de 30 òperes, balades i cançons.
El seu fill, Johann Anton André (1775–1842), seguí els seus passos en la composició i  teoría musical. Després d'haver-se fet càrrec del negoci de publicació musical del seu pare en 1799, Johann Anton André adquirí el llegat musical de Mozart a Constanze Mozart en Viena. Desenvolupà el negoci de l'editorial de música i introduí la litografía per a imprimir notes. Musikhaus André, i el Musikverlag Johann André, amb el seu ampli arxiu musical, existeix encara avui en el centre d'Offenbach.

## Obres
- Der Töpfer (Hanau, 1773)
- Erwin und Elmire (Frankfurt, 1775)
- Der alte Freyer (Frankfurt, 1775)
- Herzog Michael oder Die Nachtigall (Berlín, 1775)
- Der Barbier von Sevilien oder Die unnütze Vorsicht (Berlín 1776)
- Die Bezauberten oder Peter und Hannchen (Berlín, 1777)
- Der Fürst im höchsten Glanze (Berlín, 1777)
- Die Schadenfreude (Berlín, 1778)
- Der Alchymist oder Der Liebesteufel (Berlín, 1778)
- Laura Rosetti (Berlín, 1778)
- Die Grazien (Berlín, 1778)
- Azakia (Berlín, 1778)
- Claudine von Villa Bella (Berlín, 1778)
- Das tartarische Gesetz (Berlín, 1779)
- Alter schützt vor Thorheit nicht (Mannheim, 1779)
- Die Friedensfeyer oder Die unvermuthete Wiederkunft (Berlín, 1779)
- Friedrichs glorreichster Sieg (Berlín, 1779)
- Kurze Thorheit ist die beste (Berlín, 1780)
- Das wüthende Heer oder Das Mädchen im Thurme (Berlín, 1780)
- Heinrich der Erhabene aus dem Stamme der Brennen (Berlín, 1780)
- Der Zauberspiegel (Berlín, 1781)
- Belmont und Constanze oder Die Entführung aus dem Serail (Berlín, 1781)
- Mehr als Großmuth (Berlín, 1781)
- Elmine (Berlín, 1782)
- Eins wird doch helfen oder Die Werbung aus Liebe (Berlín, 1782)
- Der Liebhaber als Automat oder Die redende Maschine (Berlín, 1782)
- Der Barbier von Bagdad (Berlín, 1783)
- Der Bräutigam in der Klemme (Frankfurt, 1796)